# Polnische Poolbillard-Meisterschaft 2012
Die polnische Poolbillard-Meisterschaft 2012 war die 21. Austragung der nationalen Meisterschaft in der Billardvariante Poolbillard. Sie fand vom 9. bis 14. Dezember 2012 in Dębica statt. Ausgespielt wurden die Disziplinen 8-Ball, 9-Ball, 10-Ball und 14/1 endlos. Während bei den Damen bereits seit 2010 kein Wettbewerb im 14/1 endlos mehr ausgetragen wird, fand der 14/1-endlos-Wettbewerb der Herren nun letztmals statt.

## Medaillengewinner
| Disziplin            | Gold                                     | Silber                                     | Bronze                                  | Bronze                                     |
| -------------------- | ---------------------------------------- | ------------------------------------------ | --------------------------------------- | ------------------------------------------ |
| Herren – 8-Ball      | Wojciech Sroczyński (Konsalnet Warszawa) | Michał Czarnecki (LD Tomaszów Mazowiecki)  | Radosław Babica (Nosan Kielce)          | Marek Kudlik (ERG Bieruń Folie)            |
| Herren – 9-Ball      | Karol Skowerski (Nosan Kielce)           | Mieszko Fortuński (ERG Bieruń Folie)       | Mateusz Śniegocki (Konsalnet Warszawa)  | Marek Kudlik (ERG Bieruń Folie)            |
| Herren – 14/1 endlos | Tomasz Kapłan (Nosan Kielce)             | Konrad Piekarski (Metal Fach LP Sokółka)   | Mateusz Śniegocki (Konsalnet Warszawa)  | Konrad Juszczyszyn (ERG Bieruń Folie)      |
| Herren – 10-Ball     | Bartosz Rozwadowski (Nosan Kielce)       | Mariusz Skoneczny (LD Tomaszów Mazowiecki) | Radosław Babica (Nosan Kielce)          | Tomasz Kapłan (Nosan Kielce)               |
| Damen – 8-Ball       | Karolina Pikul (Oskar Stalowa Wola)      | Oliwia Czupryńska (Nosan Kielce)           | Katarzyna Wesołowska (ERG Bieruń Folie) | Dagmara Raczkowska (Zakręcona Bila Poznań) |
| Damen – 9-Ball       | Oliwia Czupryńska (Nosan Kielce)         | Izabela Łącka (Pino Dębica)                | Monika Ząbek (ERG Bieruń Folie)         | Sylwia Ząbek (Pino Dębica)                 |
| Damen – 10-Ball      | Izabela Łącka (Pino Dębica)              | Ewa Bąk (IKS Tarnów)                       | Katarzyna Wesołowska (ERG Bieruń Folie) | Oliwia Czupryńska (Nosan Kielce)           |